# Serrada
Serrada – gmina w Hiszpanii, w prowincji Valladolid, w Kastylii i León, o powierzchni 24,19 km². W 2011 roku gmina liczyła 1221 mieszkańców.